# Gunnel Cavalli-Björkman
Gunnel Maria Cavalli-Björkman, född Eklöf den 16 november 1936 i Stockholm, död 3 augusti 2018 i Malmö, var en  svensk folkpartistisk kommunalpolitiker och kurator.
Cavalli-Björkman utbildade sig till socionom vid Socialhögskolan i Stockholm. I Täby kommun verkade hon under 1970-talet som kommunalråd. Hon var ledamot i styrelsen för Naturhistoriska Riksmuseet, nämndeman i Södra Roslags tingsrätt och arbetade som sakkunnig i statsrådsberedningen hos Ola Ullsten i den svenska regeringen 1985.
I Malmö kommun var hon ledamot i kommunfullmäktige, ordförande i Malmö Konsthallsnämnd samt ledamot för Svensk Form Syd – Form/Design Center 1993–2003. Hon var tidig att som svensk politiker förorda kultur för barn och ungdomar som en rättighet på skolschemat: Cavalli-Björkman menade bland annat att ”[kultur] måste ses som socialt förebyggande verksamhet och bör kunna jämföras med idrotten. Unga individer måste få kulturaktiviteter på skolschemat, så att kultur blir en naturlig del i de ungas vardag. Ju tidigare i åldrarna desto bättre. Aktivitet föder aktivitet.”
Hon var initiativtagare till och ordförande för Malmö Barnkulturkommitté och Malmö Barnkulturutredning samt initiativtagare och huvudansvarig för projektet Ett mångkulturellt Norden, Nordiska Ministerrådets bidrag till nordiskt kultursamarbete i det mångkulturella samhället med syftet att ”[med] bildspråkets möjligheter åskådliggöra kulturella skillnader mellan ungdomar som något berikande och som ger utrymme åt både gemenskap och individualitet”.  Från 1996 drev Cavalli-Björkman tillsammans med sonen Arvid Gålmark konstgalleriet Galleri Svanlund i Malmö till minne av konstnären Olle Svanlund.
I sitt första äktenskap med civilekonom Per Gålmark hade hon tre barn, bland andra Lisa Gålmark. Hon var gift med Hans Cavalli-Björkman från 1985 fram till sin död 2018.